# Saafi (peuple)
Les Saafi – ou Sereer-Safèn, Safènes, etc. – sont un groupe ethnique du Sénégal. Ethniquement, ils font partie du groupe sérère, cependant ils ne parlent pas la langue sérère ni un dialecte de cette langue, mais le saafi, qui est rattaché aux langues cangin,. Au Sénégal, ils sont établis à Dakar et dans la région de Thiès.

## Religion
Les Saafi se conforment principalement aux préceptes de la religion sérère.

## Langue
Ils parlent la langue saafi qui fait partie de la famille des langues nigéro-congolaises. Parmi toutes les langues cangin, c'est celle qui compte le plus grand nombre de locuteurs. C'est aussi la plus proche du palor et du laalaa. 
Dans symboles sérères et le symbolisme, les gens Saafi ont contribué à bon nombre de ces symboles pour qu'ils appellent Raampa dans leur langue. Bien que n'étant pas la « véritable écriture » dans la définition du mot, Henry Gravrand pose que, la communication est possible entre ceux qui peuvent le déchiffrer, le plus souvent initiés. Dans le contexte général de symboles sérères et le symbolisme, certains acceptent assez bien avec ce point de vue, qui postule que, le simple fait de venir d'un patrimoine sérère ne correspond pas nécessairement à avoir la capacité de deciper les symboles, mais nécessitent d'initiation et de la patience.
« [...] la capacité à déchiffrer un symbole sérère, par exemple, ne découle pas automatiquement de l'appartenance à ce groupe, ni d'avoir tout simplement vécu avec ces gens, la connaissance des signes n'est ni inné, ni acquis par simple association, mais plutôt le résultat d'une longue et patient apprentissage».